# Joe Worrall (arbitre)
Pour les articles homonymes, voir Joseph Worrall et Worall.
Joseph Bertram Worrall dit Joe Worrall, né le 21 octobre 1945 à Warrington, est un ancien arbitre anglais de football. Il officia en première division anglaise dès 1973, devint arbitre international de 1981 à 1992 et arrêta définitivement en 1995.

## Carrière
Il a officié dans des compétitions majeures : 
- Coupe du monde de football des moins de 20 ans 1985 (2 matchs)
- Charity Shield 1985
- Coupe de la Ligue anglaise de football 1987-1988 (finale)
- Coupe d'Angleterre de football 1988-1989 (finale)
- Coupe UEFA 1991-1992 (finale aller)